# Miletus (chi bướm)
Miletus là một chi bướm trong họ Lycaenidae.

## Các loài
- boisduvali Species Group
  - Miletus biggsii (Distant, 1884)
  - Miletus boisduvali Moore, 1857
  - Miletus cellarius (Fruhstorfer, 1913)
  - Miletus drucei (Semper, 1888)
- chinensis Species Group
  - Miletus bannanus Huang & Xue, 2004
  - Miletus chinensis C. Felder, 1862
  - Miletus croton (Doherty, 1889)
  - Miletus gaesa (de Nicéville, 1895)
  - Miletus mallus (Fruhstorfer, 1913)
  - Miletus nymphis (Fruhstorfer, 1913)
- melanion Species Group
  - Miletus bazilanus (Fruhstorfer, 1913)
  - Miletus melanion C. Felder & R. Felder, 1865
- symethus Species Group
  - Miletus ancon Doherty, 1889
  - Miletus archilocus Fruhstorfer, 1913
  - Miletus atimonicus Murayama & Okamura, 1973
  - Miletus celinus Eliot, 1961
  - Miletus gallus (de Nicéville, 1894)
  - Miletus gigantes (de Nicéville, 1894)
  - Miletus heracleion (Doherty, 1891)
  - Miletus leos (Guérin-Ménéville, 1830)
  - Miletus rosei Cassidy, 1995
  - Miletus symethus (Cramer, [1777])
  - Miletus takanamii Eliot, 1986
- zinckenii Species Group
  - Miletus gaetulus (de Nicéville, 1894)
  - Miletus gopara (de Nicéville, 1890)
  - Miletus valeus (Fruhstorfer, 1913)
  - Miletus zinckenii C. Felder & R. Felder, 1865

## Hình ảnh

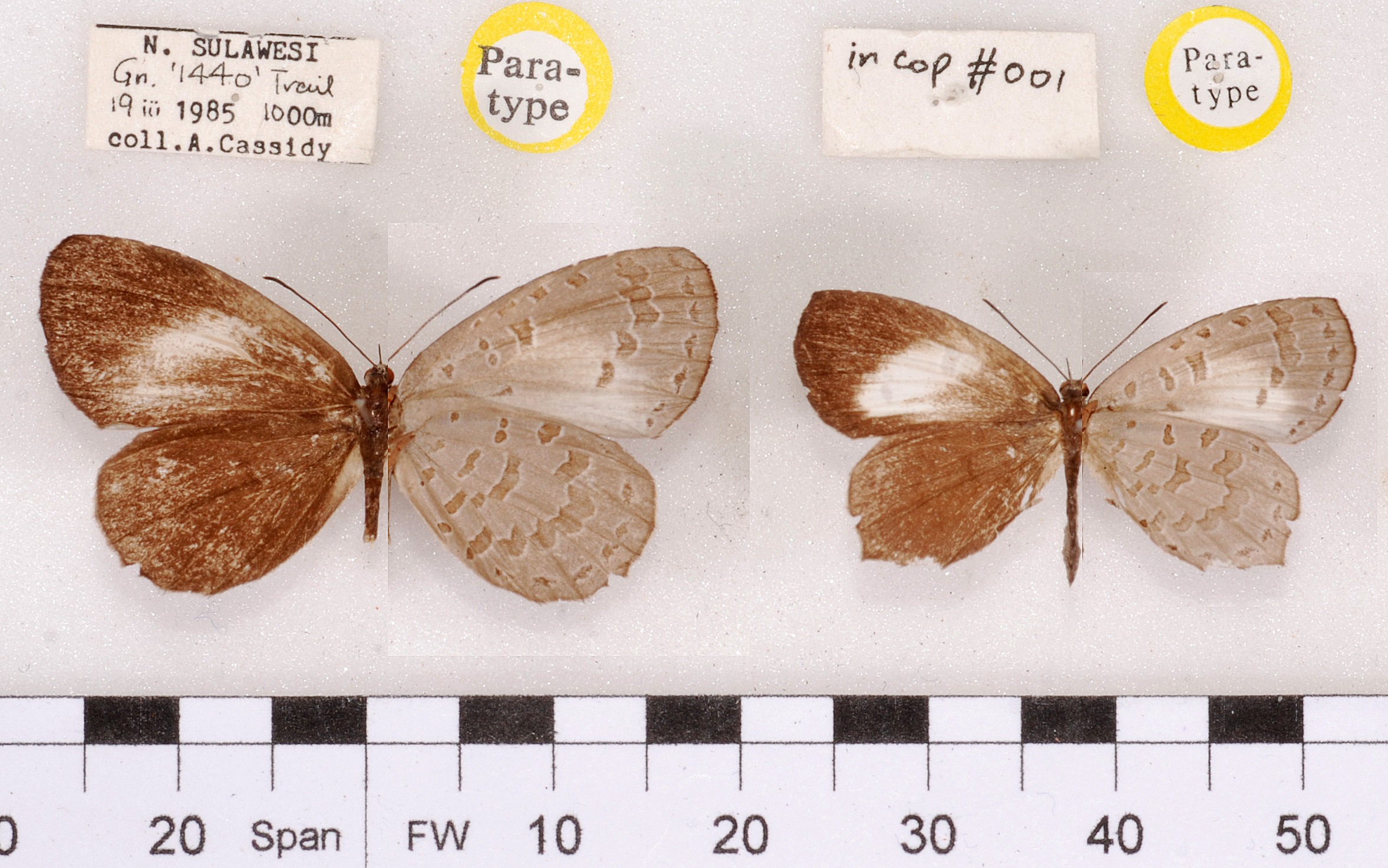